# Ex cathedra

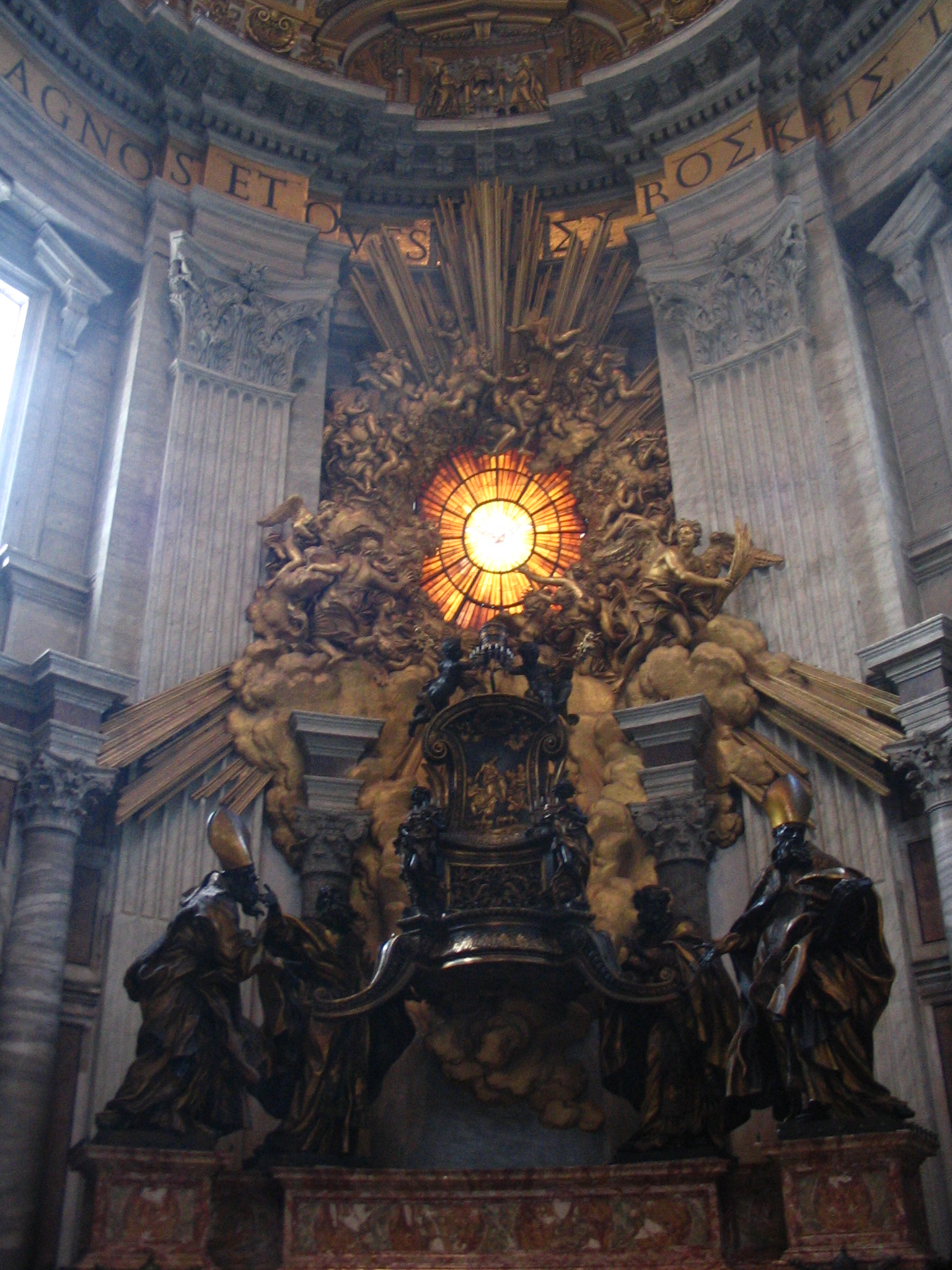
Кафедра святого Петра (Собор Святого Петра)

Ex cathedra — з латинської мови буквально перекладається «з кафедри» (від грец. καθῆσθαι, досл. «сидіти», + лат. cathedra, досл. «крісло») — термін, що означає вчення Папи Римського у питаннях віри чи традицій церкви, яке він проголошує офіційним чином, виконуючи свої обов'язки вчителя і пастиря всіх християн.
Згідно з догматом про папську непомильність учення з питань віри й моралі, проголошене Папою ex cathedra є безпомильним (infallibilitas).
Питання визначення догми непомильності римських пап вимагало нагального рішення, оскільки для багатьох рішень пап не було визначено критеріїв та вимог щодо цих рішень. Папі Пію IX на Першому Ватиканському Соборі у 1870 році вдалося отримати формальне визначення догми непомильності римських пап.
Одним з критеріїв, а також підтвердженням непомильності вчення віри чи традицій церкви стало їхнє виголошення ex cathedra Petri — з крісла Петра.